# دونیا کوسنز
دونیا کوسنز (فرانسوی: Dounia Coesens‎؛ زادهٔ ۲۰ سپتامبر ۱۹۸۸) هنرپیشه اهل فرانسه است. وی از سال ۲۰۰۱ میلادی تاکنون مشغول فعالیت بوده‌است.